# Janela
Janela es una localidad caboverdiana del municipio de Paul.

## Geografía
La localidad está situada en la isla de Santo Antão.

## Organización territorial
La localidad abarca los lugares y barrios de:
- Aguada de Janela
- Bairro Alto
- Banda Baixo
- Boca de Ribeira
- Borda de Rocha
- Bordeira de Baixo
- Bordeira de Cima
- Cabo da Ribeira
- Cavouco de Silvão
- Chã de Baixo
- Chã de Balchorim
- Chã de Carneiro
- Chã de Pelatcha
- Chã de Tiliza
- Chãzinha
- Covoada das Pedras
- Espedrinha
- Fajã de Janela
- Fajãzinha
- Feijoal Vermelho
- Ladeirinha
- Lombo Cabo de Ribeira
- Lombo Cancela
- Lombo  Cantreira
- Lombo Comprido
- Lombo das Tintas
- Lombo de Canequinha
- Lombo de Cinza
- Lombo de Sant
- Lombo de São João
- Lombo Palmario
- Lombo Pelado
- Lombo Tanquim
- Meio de Piolho
- Meio dos Topo
- Parecida
- Penedo
- Pernal de Lombo
- Pontinha
- Porton de Vazinha
- Quel Banda
- Ramangado
- Ribeira
- Testa
- Várzea